# Cossypha albicapillus
La cosifa coroniblanca (Cossypha albicapilla) es una especie de ave paseriforme de la familia Muscicapidae propia del África subsahariana septentrional.

## Distribución y hábitat
Se extiende por una franja que va de oeste a este desde África occidental hasta Etiopía; distribuido por Benín, Burkina Faso,   Costa de Marfil, Camerún, Gambia, Ghana, Guinea, Guinea-Bissau, Mali, Niger, Nigeria, República Centroafricana, Senegal, Sierra Leona, Sudán del Sur, Togo y Etiopía. Su hábitat natural son las sabanas y las zonas de matorral húmedo.